# 蔡宣公
蔡宣侯（？—前715年），姬姓，名措父，為春秋諸侯國蔡國君主之一，他為蔡戴侯兒子，承襲蔡戴侯擔任該國君主，在位期間為前749年—前715年，共35年。